# Tempestade tropical Mekkhala (2008)
A tempestade tropical Mekkhala (designação internacional: 0816; designação do JTWC: 20W) foi um ciclone tropical que atingiu o Vietnã durante o final de setembro de 2008. Sendo o décimo sexto ciclone tropical da temporada de tufões no Pacífico de 2008, Mekkhala formou-se em 28 de setembro a partir de uma zona de perturbações meteorológicas sobre o Mar da China Meridional. Organizando-se e intensificando-se, o sistema se tornou a tempestade tropical Mekkhala durante as primeiras horas da madrugada (UTC) de 29 de setembro. Seguindo para noroeste e para oeste, Mekkhala continuou a se intensificar gradualmente, atingindo o seu pico de intensidade durante a madrugada (UTC) de 30 de setembro, com ventos máximos sustentados de 85 km/h, segundo a Agência Meteorológica do Japão (AMJ), ou 100 km/h, segundo o Joint Typhoon Warning Center (JTWC). Horas depois, a tempestade atingiu a costa do Vietnã, durante seu pico de intensidade. Sobre os terrenos montanhosos da Indochina, Mekkhala rapidamente se enfraqueceu, e tanto a AMJ quanto o JTWC emitiram seus avisos finais sobre o sistema mais tarde naquele dia.
Pelo menos 6.000 residências foram danificadas ou destruídas pelos ventos fortes e pelas chuvas torrenciais associadas a Mekkhala no Vietnã. No país, os impactos econômicos diretos foram totalizados em 6,6 milhões de dólares (valores em 2008). Os efeitos de Mekkhala no Vietnã causaram 12 fatalidades, e deixaram outras 5 desaparecidas.

## História meteorológica

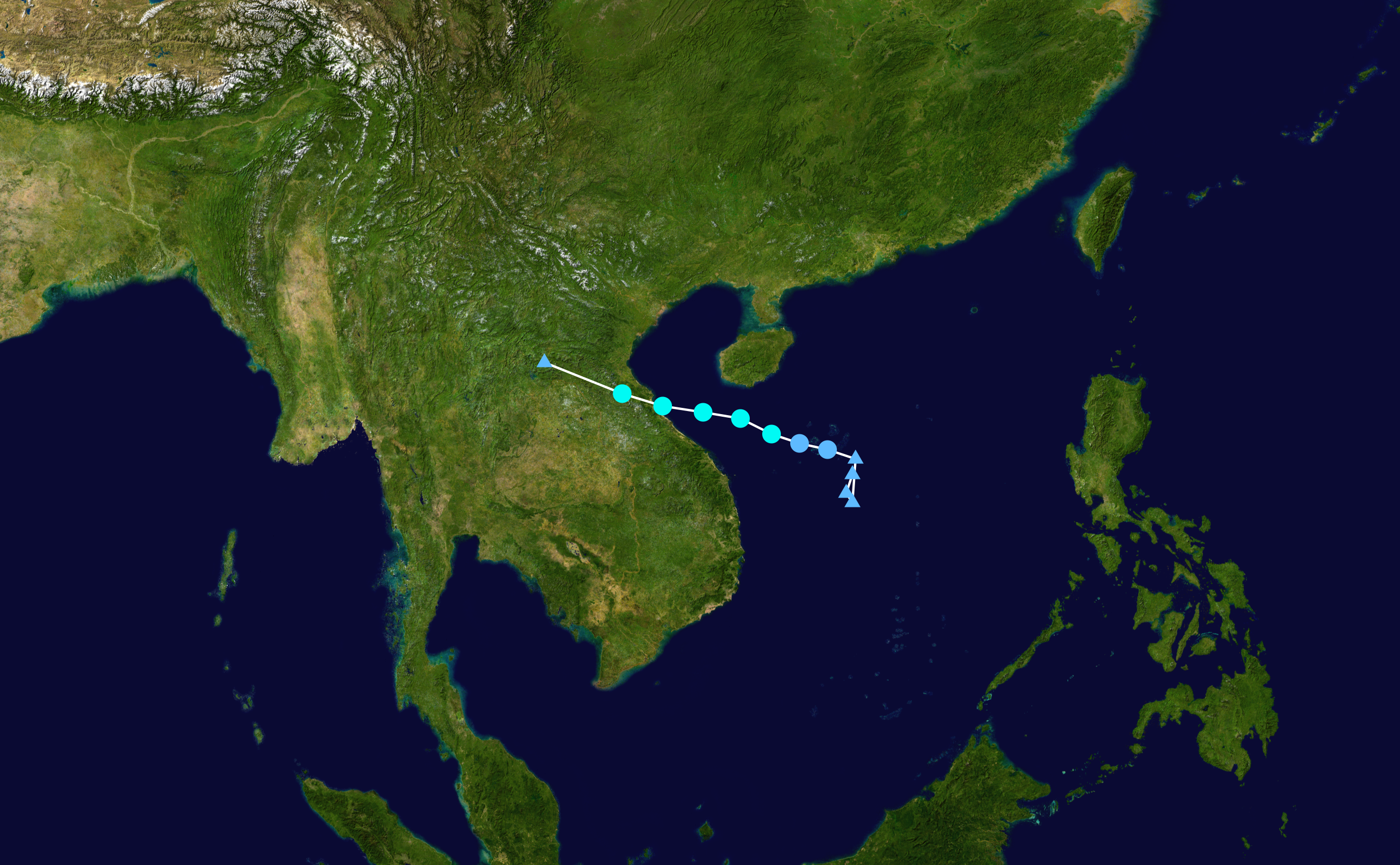
O caminho de Mekkhala

Mekkhala formou-se a partir de uma área de perturbações meteorológicas que começou a mostrar sinais de organização sobre o Mar da China Meridional em 25 de setembro. Inicialmente, as condições meteorológicas estavam desfavoráveis para o sistema se organizar; estava presente na área de perturbações meteorológicas apenas uma pequena e desorganizada circulação ciclônica de baixos níveis. Além disso, o cisalhamento do vento moderado deslocava as áreas de convecção profunda para o sul do sistema, dificultando ainda mais a sua organização. No entanto, durante a manhã de 26 de setembro, o centro ciclônico de baixos níveis associado ao sistema começou a se consolidar, mesmo sob o efeito negativo do cisalhamento do vento moderado. No entanto, em 27 de setembro, o cisalhamento do vento aumentou na região devido à presença de fluxos de saída associados ao Jangmi. Com isso, a perturbação voltou a se desorganizar. Mesmo com o sistema estando altamente desorganizado, a Agência Meteorológica do Japão o considerou como uma fraca depressão tropical. Durante aquela noite, a perturbação voltou a mostrar sinais de organização, mesmo sob condições meteorológicas desfavoráveis. O sistema continuou a mostrar sinais de organização durante o restante daquele dia e durante a madrugada (UTC) de 28 de setembro. Com isso, o JTWC emitiu um Alerta de Formação de Ciclone Tropical (AFCT) sobre o sistema, que significava que a perturbação poderia se tornar um ciclone tropical significativo dentro de um período de 24 horas. O sistema continuou a mostrar sinais de organização e a AMJ o considerou como uma depressão tropical plena mais tarde naquele dia. Finalmente, durante aquela noite, o JTWC classificou o sistema como a depressão tropical "20W" assim que o centro ciclônico de baixos níveis ficou mais consolidado; naquele momento, o centro da depressão estava localizado a sudeste da ilha de Hainan, China.
Durante a meia-noite de 29 de setembro, a Agência Meteorológica do Japão classificou o sistema para uma tempestade tropical, atribuindo-lhe o nome Mekkhala, nome que foi submetido à lista de nomes dos tufões pela Tailândia, e refere-se ao Anjo da Tempestade em tailandês. Seguindo para oeste e para noroeste através da periferia de uma alta subtropical, o sistema continuou a se organizar e a se intensificar. Durante aquela manhã, o JTWC também classificou o sistema para uma tempestade tropical. Mekkhala continuou a se intensificar gradualmente sob condições meteorológicas mais favoráveis assim que começou a seguir rapidamente para oeste, sobre o golfo de Tonkin, devido à intensificação da alta subtropical que o guiava. Durante a meia-noite (UTC) de 30 de setembro, a AMJ classificou Mekkhala como uma tempestade tropical severa. No entanto, foi visto em análises pós-tempestade que Mekkhala foi menos intenso do que uma tempestade tropical severa, atingindo o seu pico de intensidade durante as primeiras horas (UTC) daquele dia, com ventos máximos sustentados de 85 km/h. Segundo o JTWC, Mekkhala atingiu o pico de intensidade também durante a madrugada (UTC) de 30 de setembro, com ventos máximos sustentados de 100 km/h.
Ainda durante aquela madrugada (UTC), Mekkhala fez landfall na costa do Vietnã, durante seu pico de intensidade. Sobre a Indochina, Mekkhala começou a se enfraquecer rapidamente devido à interação de sua circulação ciclônica de baixos níveis com os terrenos montanhosos do Vietnã e do Laos. Com isso, o JTWC emitiu seu aviso final sobre o sistema naquela manhã. A AMJ desclassificou Mekkhala para uma depressão e também emitiu seu aviso final sobre o sistema mais tarde naquele dia. A área de baixa pressão remanescente de Mekkhala continuou a seguir rapidamente para oeste, sobre a Indochina, e dissipou-se completamente ainda naquela noite.

## Preparativos e impactos
Pelo menos 6.000 residências foram danificadas ou destruídas pelos ventos fortes e pelas cguvas torrenciais associadas a Mekkhala no Vietnã. No país, os impactos econômicos diretos foram totalizados em 6,6 milhões de dólares (valores em 2008). Os efeitos de Mekkhala no Vietnã causaram 12 fatalidades, e deixaram outras 5 desaparecidas.